# Sociedade Esportiva Ariquemes
La Sociedade Esportiva Ariquemes es un equipo de fútbol de Brasil que actualmente se encuentra inactivo.

## Historia
Fue fundado el 11 de abril de 1981 en el municipio de Ariquemes del estado de Rondonia y el 2 de octubre del mismo año se afilia a la federación estatal.
En 1992 juega por primera vez en el Campeonato Rondoniense donde termina en octavo lugar. Un año después se convierte en campeón estatal por primera vez luego de vencer en la final al Porto Velho Futebol Clube, con lo que consigue la clasificación a la Copa de Brasil de 1994, su primera participación en una competición a escala nacional.
En su primera participación a escala nacional vence en la primera ronda 2-1 al Independência Futebol Clube del estado de Acre y es eliminado en la segunda ronda 0-5 por el Esporte Clube Vitória del estado de Bahía, mientras que en el Campeonato Rondoniense se convierte en bicampeón por tabla acumulada, pero desistieron de participar en la Copa de Brasil de 1995 al igual que la mayor parte de los equipos del estado de Rondonia, pero sí lo hace en el Campeonato Brasileño de Serie C de ese año en donde supera la primera ronda al terminar en segundo lugar de su zona, pero es eliminado en la segunda ronda por el Ji-Paraná Futebol Clube por la regla del gol de visitante. En ese año pierde la final del Campeonato Rondoniense y termina en tercer lugar de la clasificación general.
El club no participa en el Campeonato Rondoniense desde el año 2001, y desde ese año permanece inactivo.

## Palmarés
- Campeonato Rondoniense: 2

1993, 1994